# Nati nel 1599
| Questa pagina contiene informazioni ricavate automaticamente dalle voci biografiche con l'ausilio del template Bio e di un bot. L'aggiornamento è periodico e automatico e ricostruisce completamente la pagina. Se manca una persona in questa lista, sei pregato di non aggiungerla, ma accertati piuttosto che la sua voce biografica contenga il template Bio e che i dati anagrafici siano correttamente compilati. Se il template Bio manca, inseriscilo tu stesso o, in alternativa, metti l'avviso {{tmp\|Bio}} che ne segnala la mancanza. Se i dati riportati sono sbagliati, correggi direttamente la voce biografica; le modifiche saranno visibili in questa lista entro pochi giorni. Per chiarimenti vedi il progetto biografie. La lista contiene solo le 80 persone che sono citate nell'enciclopedia e per le quali è stato implementato correttamente il template Bio. Pagina aggiornata al 31 ago 2024. |

## Febbraio(2)
- 13 febbraio - Papa Alessandro VII, papa, vescovo cattolico e cardinale italiano († 1667)
- 19 febbraio - Sebastiano Cima, pittore italiano († 1677)

## Marzo(6)
- 10 marzo - Alfonso Rodríguez-Olmedo, missionario e gesuita spagnolo († 1628)
- 12 marzo - Giovanni Berchmans, gesuita fiammingo († 1621)
- 14 marzo - Giovanni Ricciardi, teologo e religioso italiano († 1675)
- 19 marzo - Antonio Pérez, teologo, filosofo e gesuita spagnolo († 1649)
- 22 marzo - Antoon van Dyck, pittore fiammingo († 1641)
- 28 marzo - Witte de With, ammiraglio olandese († 1658)

## Aprile(2)
- 17 aprile - Ciro di Pers, poeta italiano († 1663)
- 25 aprile - Oliver Cromwell, generale e politico inglese († 1658)

## Maggio(1)
- 30 maggio - Samuel Bochart, biblista, antiquario e umanista francese († 1667)

## Giugno(1)
- 1º giugno - Elisabetta Lucrezia di Teschen, duchessa († 1653)

## Luglio(4)
- 23 luglio - Stephen Hansen Stephanius, filologo e storico danese († 1650)
- 27 luglio - Francesco Contini, architetto e pittore italiano († 1669)
- 27 luglio - Alberto di Sassonia-Eisenach, nobile († 1644)
- 27 luglio - Girolamo Verospi, cardinale e vescovo cattolico italiano († 1652)

## Agosto(8)
- 1º agosto - Lorenzo de' Medici,  italiano († 1648)
- 1º agosto - Antonio Santacroce, cardinale e arcivescovo cattolico italiano († 1641)
- 11 agosto - Cristiano II di Anhalt-Bernburg, letterato tedesco († 1656)
- 16 agosto - Diego López Pacheco Cabrera y Bobadilla, nobile spagnolo († 1653)
- 22 agosto - Giovanni Battista Manzini, nobile, letterato e romanziere italiano († 1664)
- 27 agosto - Francisco López de Zúñiga, generale spagnolo († 1656)
- 28 agosto - Zera Yacob, filosofo etiope († 1692)
- 30 agosto - Willem Duyster, pittore e disegnatore olandese († 1635)

## Settembre(3)
- 3 settembre - Girolamo Farnese, cardinale italiano († 1668)
- 20 settembre - Cristiano di Brunswick, condottiero e vescovo luterano tedesco († 1626)
- 27 settembre - Francesco Borromini, architetto italiano († 1667)

## Ottobre(5)
- 1º ottobre - Antonio Novelli, scultore italiano († 1662)
- 12 ottobre - Elisabetta Sofia di Holstein-Gottorp, nobile tedesca († 1627)
- 15 ottobre - Cornelis de Graeff, politico olandese († 1664)
- 21 ottobre - Domenico de Marini, arcivescovo cattolico italiano († 1669)
- 28 ottobre - Maria dell'Incarnazione Guyart, religiosa francese († 1672)

## Novembre(8)
- 5 novembre - Carlo Emanuele Madruzzo, vescovo cattolico italiano († 1658)
- 11 novembre - Maria Eleonora del Brandeburgo, principessa († 1655)
- 11 novembre - Ottavio Piccolomini, nobile e militare italiano († 1656)
- 12 novembre - Maria Felicia Orsini, nobildonna italiana († 1666)
- 15 novembre - Werner Rolfinck, medico, scienziato e botanico tedesco († 1673)
- 29 novembre - Peter Heylyn, storico e teologo inglese († 1662)
- 29 novembre - Ottavio Branciforte, vescovo cattolico italiano († 1646)
- 30 novembre - Andrea Sacchi, pittore italiano († 1661)

## Dicembre(3)
- 6 dicembre - Bartolommeo Salvestrini, pittore italiano († 1633)
- 6 dicembre - Jacques Vallée Des Barreaux, poeta francese († 1673)
- 11 dicembre - Pieter Codde, pittore olandese († 1678)

## Senza giorno specificato(37)
- Adriaen van Utrecht, pittore fiammingo († 1653)
- Henri de Talleyrand-Périgord, nobile francese († 1626)
- Jan Miel, pittore fiammingo († 1663)
- Melchiorre di Sant'Agostino, missionario spagnolo († 1632)
- Giacomo Accarisi, filosofo e vescovo cattolico italiano († 1653)
- Alonso de Alcalá y Herrera, poeta spagnolo († 1682)
- Robert Blake, ammiraglio inglese († 1657)
- Pietro Maria Borghese, cardinale italiano († 1642)
- Jeremiah Burroughs, religioso e predicatore inglese († 1646)
- João Cabral, esploratore e missionario portoghese († 1669)
- Tommaso Caracciolo, arcivescovo cattolico italiano († 1663)
- Giovanni Claret, pittore italiano († 1679)
- Giovanni Carlo Coppola, vescovo cattolico, poeta e abate italiano († 1652)
- Antonio Da Passano, doge († 1681)
- Donato Antonio De Marinis, avvocato e magistrato italiano († 1666)
- Samuel Des Marets, teologo francese († 1673)
- Camilla Faà di Bruno, nobile italiana († 1662)
- Francis Glisson, fisiologo e anatomista inglese († 1677)
- Pedro de Godoy, religioso, teologo e vescovo cattolico spagnolo († 1677)
- Luigi Gonzaga, condottiero italiano († 1660)
- Henry Grey, I conte di Stamford, nobile e militare inglese († 1673)
- Walda Heywat, filosofo etiope († 1692)
- John Kemble, presbitero inglese († 1679)
- Lewis Kirke, navigatore inglese († 1683)
- Sebastián Martínez, pittore spagnolo († 1667)
- Antonio Masini, letterato italiano († 1691)
- Clemente Molli, scultore italiano († 1664)
- Lucy Percy, nobildonna e agente segreto britannica († 1660)
- George Radcliffe, politico britannico († 1657)
- Madeleine de Souvré de Sablé, scrittrice francese († 1678)
- Charlotte Stanley, contessa di Derby, nobile francese († 1664)
- Diego Velázquez, pittore spagnolo († 1660)
- Jacopo Zabarella il Giovane, genealogista e scrittore italiano († 1679)
- Zhìxù, monaco buddista cinese († 1655)
- Pietro Paolo de Rustici, vescovo cattolico italiano († 1652)
- Pieter van Mol, pittore fiammingo († 1650)
- Isaack van Ruisdael, pittore olandese († 1677)